# Международный контракт
Международный контракт (международный коммерческий договор, международный коммерческий контракт, внешнеэкономическая сделка) — сделка (соглашение) между двумя или более сторонами, находящимися в разных странах (являющимися субъектами права разных государств), по купле-продаже или поставке товара, выполнению работ или оказанию услуг или иным видам хозяйственной деятельности в соответствии с согласованными сторонами условиями. Международный контракт лежит в основе внешнеэкономической деятельности хозяйствующих субъектов.
Контракт будет считаться международным, если он заключён между сторонами, которые находятся под юрисдикцией разных государств. В соответствии с Венской конвенцией о договорах международной купли-продажи товаров обязательным условием такого договора является местонахождение коммерческих предприятий сторон контракта в разных государствах. Например, контракт будет считаться международным, если он заключён между фирмами одной государственной принадлежности, коммерческие предприятия которых находятся в различных государствах. И наоборот, контракт, заключённый между находящимися на территории одного государства фирмами разной государственной принадлежности, в соответствии с условиями Венской конвенции не будет считаться международным.

## Классификация контрактов
В зависимости от объекта договора, а также иных условий существуют разные виды международных контрактов, которые существенно отличаются по форме и по содержанию. 
Международные контракты подразделяются на основные и обеспечивающие. К основным контрактам относят:
- контракты купли-продажи товара;
- контракты, связанные с товарообменными операциями;
- контракты по уступке прав на объекты интеллектуальной собственности (лицензионные контракты):
- контракты по оказанию научно-технических услуг (инжиниринг, консалтинг);
- договоры аренды (лизинг);
- контракты в сфере международного туризма и другие.

К обеспечивающим, или называемым также контрактами товародвижения, относят:
- договоры на международную перевозку грузов;
- контракты на оказание транспортно-экспедиторских услуг;
- договоры по страхованию;
- договоры по хранению грузов при международных перевозках;
- договоры по оказанию посреднических услуг;
- договоры на оказание услуг по международным расчётам;
- договор на оказание факторинговых услуг;
- другие обеспечивающие основную деятельность на международном рынке договоры.

## Правовые основы контрактов
Правовой основой международных контрактов является институт международной коммерческой сделки — совокупность гражданско-правовых норм, регулирующих порядок и формы совершения международных сделок, их содержание и условия.
Одной из важнейших универсальных правовых норм в области международного торгового права выступает Венская конвенция ООН 1980 года о договорах международной купли-продажи товаров. Конвенция вступила в силу 1 января 1988 года. СССР присоединился к ней в мае 1990 года, и положения этой Конвенции стали для него юридическими обязательствами с 1 сентября 1991 года.
В Венской конвенции содержится ряд положений, имеющих принципиальное значение в сфере международного коммерческого оборота. К ним относятся:
- понятие договора международной купли-продажи товаров (международного коммерческого контракта);
- порядок заключения контрактов между отсутствующими сторонами;
- форма контрактов;
- основное содержание прав и обязанностей продавца и покупателя;
- ответственность сторон за неисполнение или ненадлежащее исполнение контрактов.

Конвенция содержит также принципы регулирования трёх важных аспектов:
- наличие и материальную действительность соглашения сторон о выборе применимого права;
- наличие и материальную действительность международного коммерческого контракта или его условий;
- формальную действительность международного коммерческого контракта.

Другим важным источником норм права являются Принципы международных коммерческих договоров, одобренные УНИДРУА в 1994 году, которые хотя и не являются юридически обязательными для сторон по международному контракту, однако при рассмотрении возможных споров данный документ может иметь решающее значение.
Цель Принципов международных коммерческих договоров — установление сбалансированного свода норм, предназначенных для использования во всём мире независимо от правовых традиций, а также экономических и политических условий государств, где они будут применяться. Это отражено как в форме их представления, так и в общей политике, лежащей в их основе. Что касается формы представления, то в Принципах УНИДРУА намеренно сведено к минимуму использование терминологии, свойственной какой-либо одной правовой системе. Международный характер Принципов подчёркивается тем, что сопровождающие каждое их положение комментарии не содержат ссылок на национальное право. По своему содержанию Принципы достаточно гибки для того, чтобы учесть постоянные изменения, происходящие в результате развития технологии и затрагивающие практику международной торговли. В то же время Принципы пытаются обеспечить честность в международных коммерческих отношениях путём прямого формулирования общей обязанности сторон действовать в соответствии с добросовестностью и честной деловой практикой, с установлением в отдельных случаях стандартов разумного поведения.

## Формы контракта
Существуют две формы международного коммерческого контракта:
- устная - предполагает наличие устной договорённости сторон о заключении контракта;
- письменная — предполагает фиксацию волеизъявления сторон на материальном носителе, под которым понимается как наличие единого документа (в двух и более экземплярах, смотря по количеству сторон), подписанного обоими контрагентами, так и сообщения, переданные по телеграфу, телефаксу, телетайпу, электронной почте и т. п.

Венская конвенция ООН 1980 года допускает заключение международного коммерческого контракта в любой форме, в том числе и в устной (ст. 11). Факт заключения контракта может доказываться любыми средствами, включая и свидетельские показания.
Однако если в национальном законодательстве указывается требование об обязательности письменной формы международного коммерческого контракта, то участники сделки обязаны подчиниться национальной норме. Для этого достаточно сделать соответствующее заявление Государству-участнику Конвенции(ст. 12), законодательство которого требует обязательной письменной формы. В этом случае, если хотя бы одна из сторон контракта имеет своё коммерческое предприятие в государстве, сделавшем такое заявление, к данному контракту не будут применяться положения Конвенции, допускающие применение не письменной, а любой иной формы. Только в письменной форме в такой ситуации должны совершаться как сам контракт или его прекращение соглашением сторон, так и оферта, акцепт или иное выражение намерения. Это единственная императивная норма Конвенции, все остальные её положения носят диспозитивный характер. Наличие такой нормы делает возможным участие в Конвенции государств, законодательство которых предъявляет различные требования к форме контрактов.
Принципы УНИДРУА 1994 г. также согласуются с российским законодательством. Хотя они не устанавливают никаких требований о том, что договор должен быть заключен или подтверждён в письменной форме (его существование может быть доказано любым способом, включая свидетельские показания (ст. 1.2)), никакие нормы Принципов не ограничивают применение обязательных (императивных) положений национального, международного или наднационального происхождения, которые подлежат применению в силу соответствующих норм международного частного права (ст. 1.4). Таким образом, императивные нормы российского законодательства, касающиеся формы внешнеэкономических сделок, будут соблюдены и в том случае, если стороны международного коммерческого контракта изберут Принципы УНИДРУА для определения правового статуса своих обязательственных отношений.
По мнению В. В. Кудашкина существуют 4 основания для признания международных коммерческих контрактов недействительными и они связаны с:
- нарушением требований к содержанию сделок;
- нарушением требований к правоспособности и дееспособности сторон;
- нарушением требований к соответствию волеизъявления подлинной воле сторон;
- нарушением требований к форме сделки и её государственной регистрации.

М. П. Бардина полагает, что действительность международных коммерческих контрактов определяется на основе целого комплекса критериев, выключающего способность лица к совершению сделок, соответствие воли лица и волеизъявления, соблюдение формы сделки и соответствие содержания сделки закону. Очевидно, что не все вопросы, которые могут возникать при определении действительности или недействительности сделки, регулируются только обязательственным статутом сделки и только правом одной страны. При разрешении вопроса о недействительности международных коммерческих контрактов вопрос о применимом праве решается в зависимости от того, порок какого элемента сделки является причиной её недействительности, и, следовательно, может привести к применению права разных государств.

## Порядок заключения контракта
Международный контракт может быть заключён путём составления одного документа, подписанного сторонами, либо путём обмена офертой и акцептом. Как оферта, так и акцепт могут быть представлены письмами, телеграммами, телефонограммами, телефаксами и т. п., подписанными стороной, которая их направляет.
Согласно ст. 14 Венской конвенции ООН 1980 г., предложение о заключении контракта (оферта) должно быть «достаточно определённым». Оно считается таковым, «если в нём обозначен товар, и, прямо или косвенно устанавливаются количество и цена, либо предусматривается порядок их определения». Конечно, в предложении могут содержаться и другие условия, помимо вышеупомянутых, однако при их отсутствии предложение согласно ст. 14 не будет считаться офертой, приводящей к заключению контракта в случае её принятия адресатом.